# Casa Marlés
La Casa Marlés o la Pabordia Nova és un edifici del municipi de Lloret de Mar (Selva) que forma part de l'Inventari del Patrimoni Arquitectònic de Catalunya. És un immoble que consta de tres plantes i que està cobert amb una teulada a dues aigües de vessants a façana. Es tracta d'un edifici exempt que dona al carrer St. Romà - la façana principal-, a la plaça de l'Església, la plaça de Francesc Piferrer i el carrer de la Rectoria núm. 1, 3 i 4.

## Descripció

### Façanes
En tractar-se d'un edifici exempt presenta quatre façanes diferents: la primera, és a dir la façana principal que dona al carrer Sant Romà, està estructurada internament basant-se en tres crugies. La planta baixa consta de tres obertures: al centre trobem el gran portal adovellat d'arc de mig punt amb unes dovelles de mida gran molt ben escairades i treballades. En la clau de la volta apareixen una sèrie de símbols de difícil interpretació, fins al punt que només s'arriba a desxifrar el següent: "I H S 1 5 8 5 X" Flanquegen el portal dues obertures quadrangulars, una per banda. La de la dreta ha conservat la llinda monolítica i els muntants de pedra, mentre que la de l'esquerra no. El primer i segon pis han estat resolts partint del mateix esquema formal, que consisteix en l'aplicació de tres obertures rectangulars per pis, equipades amb llinda monolítica, muntants ben treballats i escairats i ampit de pedra. Difereixen únicament en un aspecte, com és la mida i que les tres obertures del primer pis són sensiblement majors en comparació amb les del segon pis, de mida més reduïda. Tanca la façana en la part superior un ràfec format per quatre fileres: la primera de rajola plana, la segona de teula, la tercera de rajola plana i la quarta de teula. En ambdós extrems de la façana trobem els grans blocs cantoners de pedra que afloren a la base i que es prolonguen fins al coronament de l'edifici.
La segona façana és la que dona a la plaça de l'Església. La planta baixa està destinada a finalitats comercials, ja que s'hi troba instal·lada un bar i una cafeteria. La planta baixa consta de quatre portals: dos de grans, als extrems, els quals estan equipats amb una gran llinda de fusta i dos de mida mitjana, al centre, els quals són totalment irrellevants. En el primer pis hi ha tres finestres i en el segon dues. Les cinc comparteixen les mateixes característiques: és a dir rectangulars, amb llinda monolítica, muntants de pedra i ampit treballat. De les cinc destacar especialment la finestra del centre del primer pis, en la llinda de la qual trobem una inscripció molt interessant que diu així: "IN DOMINO CONFIDO" (CONFIO EN EL SENYOR).
La tercera façana és la que dona al carrer de la Rectoria núm. 1, 3 i 4. La planta baixa consta de tres obertures, a destacar especialment la central, la qual és d'arc carpanell rebaixat. El primer i segon pis han estat resolts partint del mateix esquema formal, que consisteix en l'aplicació de tres obertures rectangulars per pis, equipades amb llinda monolítica, muntants ben treballats i escairats i ampit de pedra. Tanca la façana en la part superior un ràfec format per quatre fileres: la primera de rajola plana, la segona de teula, la tercera de rajola plana i la quarta de teula.
L'última façana és la que dona a la plaça de Francesc Piferrer. Es tracta d'una façana molt irregular i sensiblement retallada. És totalment irrellevant, ja que no presenta cap element a destacar.

### Registres
Investigant en el registre del cadastre hem descobert que Casa Marlés compta amb dos registres de la propietat diferents: el primer registre correspon al cos principal de la casa, amb les tres façanes orientades al carrer Sant Romà, a la plaça de l'Església i al carrer de la Rectoria. Mentre que el segon equival a una porció molt ínfima de l'immoble concretament la part posterior que dona a la plaça de Francesc Piferrer.
Comparant fotografies antigues de l'any 1982 amb actuals ràpidament es percep que l'immoble no ha experimentat cap canvi dràstic ni significatiu estructuralment i formal, sinó que està absolutament igual. Els únics canvis, superficials, han afectat l'epidermis de l'edifici com ara la substitució de la teulada vella per una de factura nova i el sanejament de part de l'arrebossat d'algunes façanes. El material estrella present tant en les dovelles com en les llindes, muntants i ampits de les respectives obertures és la pedra sorrenca.

## Història
L'actual Casa Marlés és també coneguda amb el nom de A Capítol, ja que el 1585 s'hi traslladà la Pabordia. L'edifici acollia el Paborde (representant del Capítol de Canonges de la Catedral de Girona, qui ostentava el govern del poble), el Batlle (al seu torn delegat del Paborde) i també les presons, situades a la part posterior de l'edifici.